# Sarcophaga thalhammeri
Sarcophaga thalhammeri är en tvåvingeart som beskrevs av Bottcher 1913. Sarcophaga thalhammeri ingår i släktet Sarcophaga och familjen köttflugor.
Artens utbredningsområde är Ungern. Inga underarter finns listade i Catalogue of Life.